# 간극연접

간극연접과 그를 이루는 단백질의 모델

간극연접(gap junction)은 동물세포의 연접의 한 종류로 식물세포의 원형질연락사와 유사하다. 간극연접은 특정 단백질로 구성된 통로를 통해 두 세포의 세포질을 연결하는데, 세포간에 강한 부착력이 생기며 단백질 통로를 통해 이를 통해 이온과 분자들이 출입한다.

## 기능
간극연접은 많은 동물의 대부분의 세포에서 발견되며, 다양한 기능을 수행한다. 이웃세포와 세포질을 연결하는 특성 때문에, 세포사나 세포 재구축의 기능을 한다. 특히, 세포사에서 세포 자살을 전달하는 단백질이 이웃한 세포에게 전송되기도 한다. 또한, 간극연접은 배아 발생에서 중요한 역할을 하는 것이 밝혀졌다. 아직, 자세한 메커니즘은 밝혀지지 않았지만, 세포극성과 조직, 기관 분화와 배치에 영향을 미치는 것으로 연구되었다.
간극연접은 심장에서도 중요한 기능을 수행한다. 심장 수축을 전달하는 신호가 간극연접을 통해 이웃 세포로 전달되며, 이는 심장이 연계적으로 수축 할 수 있도록 해준다.

## 같이 보기
- 사이원반
- 이온 통로
- 밀착연접